# Філіпешть (Бакеу)
Філіпешть, Філіпешті (рум. Filipești) — село у повіті Бакеу в Румунії. Входить до складу комуни Філіпешть.
Село розташоване на відстані 263 км на північ від Бухареста, 19 км на північ від Бакеу, 70 км на південний захід від Ясс.

## Населення
За даними перепису населення 2002 року у селі проживали 975 осіб, з них 973 особи (99,8%) румунів. Усі жителі села рідною мовою назвали румунську.